# Clarence, Louisiana
Clarence är en ort (village) i Natchitoches Parish i Louisiana. Vid 2010 års folkräkning hade Clarence 499 invånare.